# 沈茂蔭
沈茂蔭（？—？），中國清朝官員，於1892年（光緒18年），接替林桂芬，於台灣苗栗地區擔任苗栗縣知縣一職，是苗栗地區的地方父母官。他同時亦為《苗栗縣志》之編纂者。
| 前任： 林桂芬 | 苗栗縣知縣 1892年上任 | 繼任： 李烇 |